# Noriker

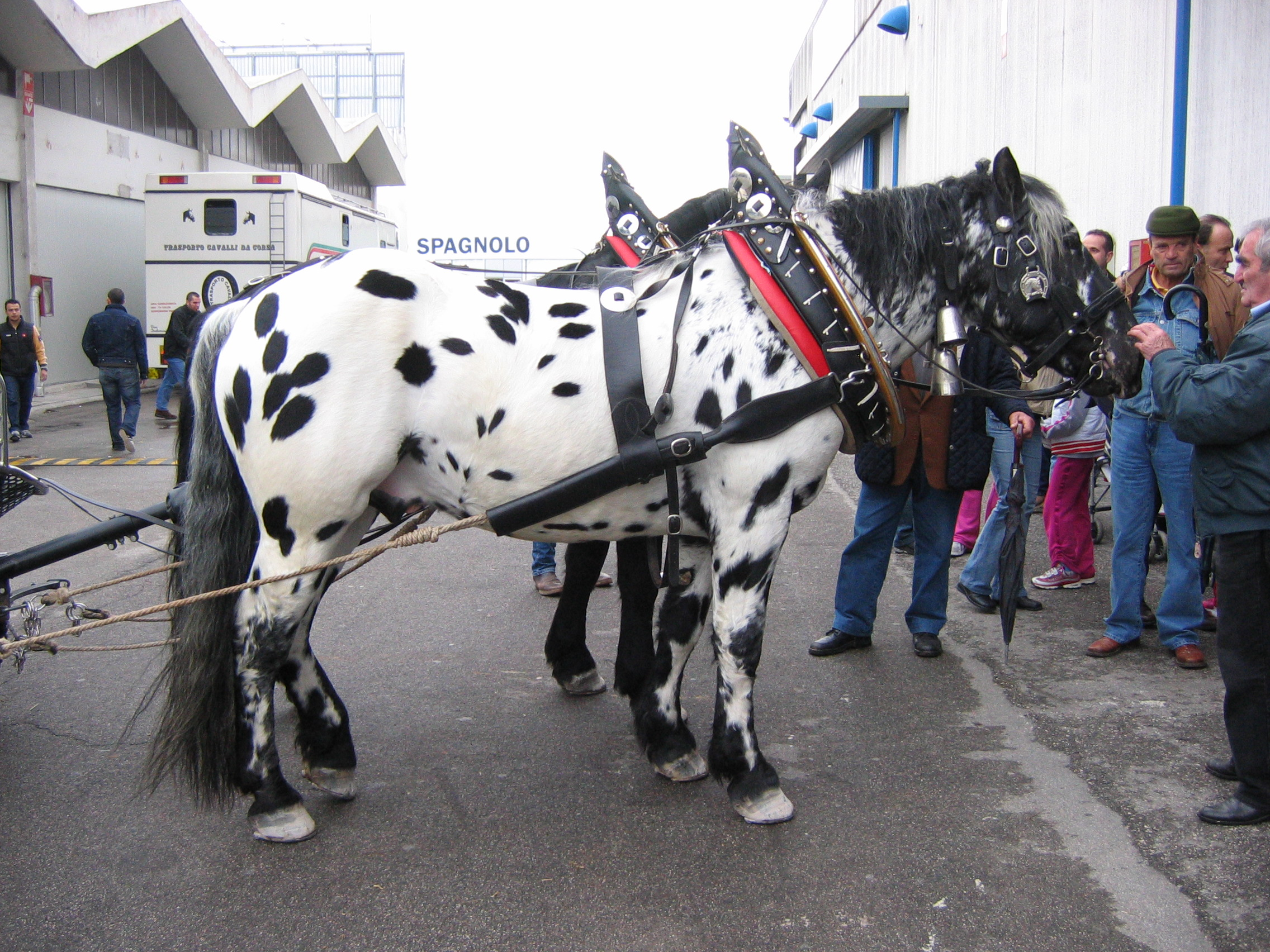
Een gevlekte noriker

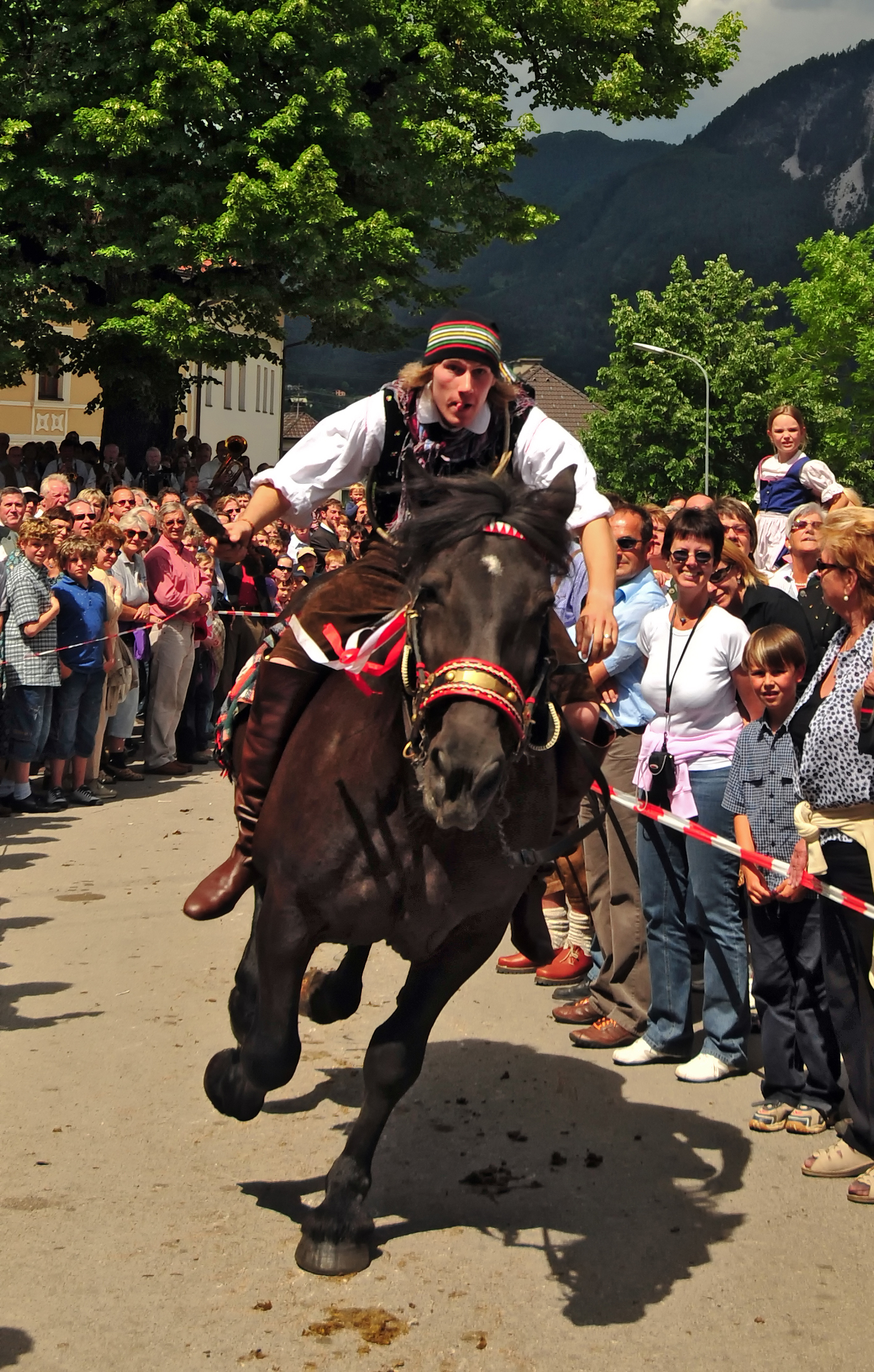
Kufenstechen in klederdracht, Feistritz an der Gail

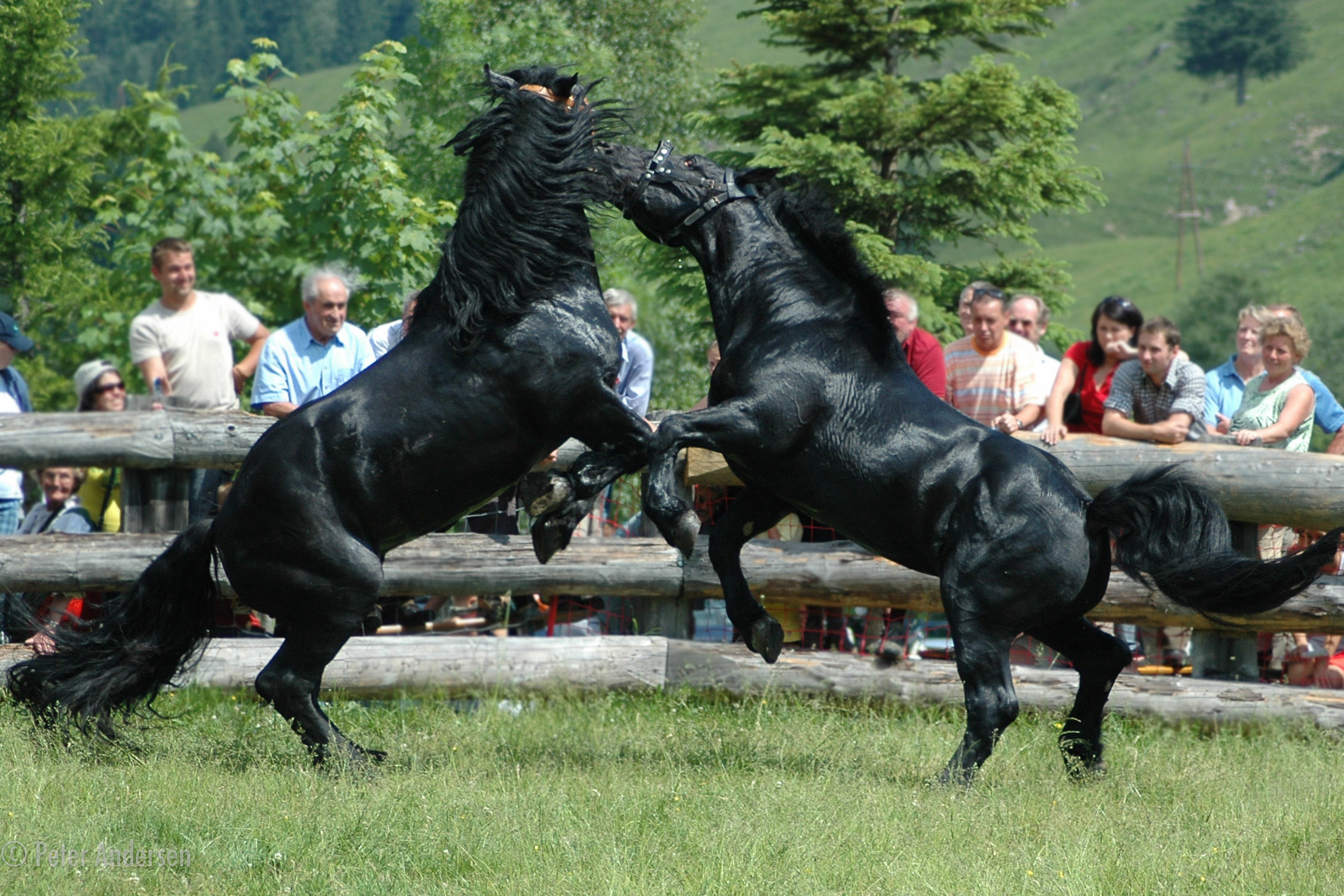
Samenvoering van de dekhengsten

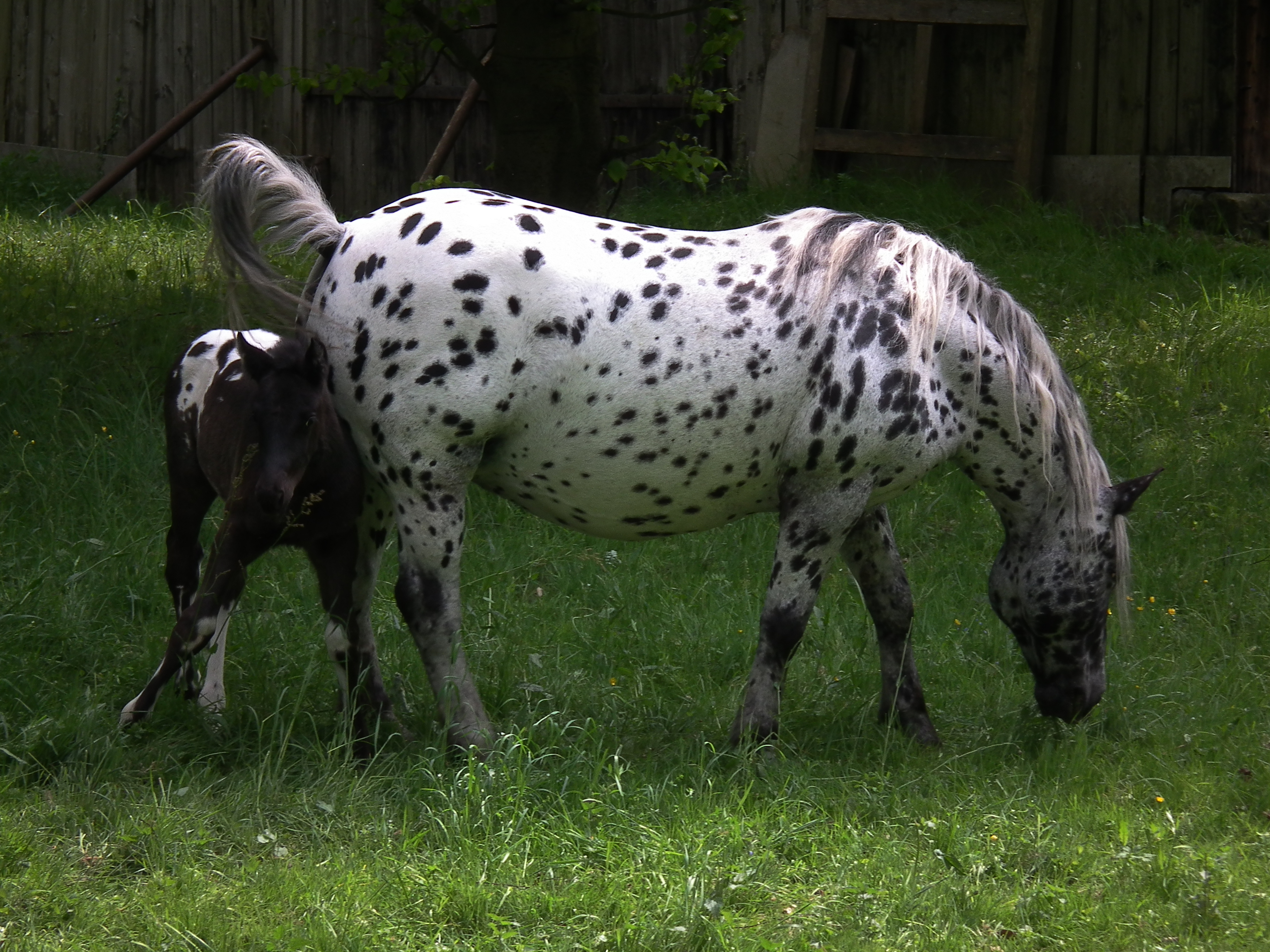
Merrie met veulen

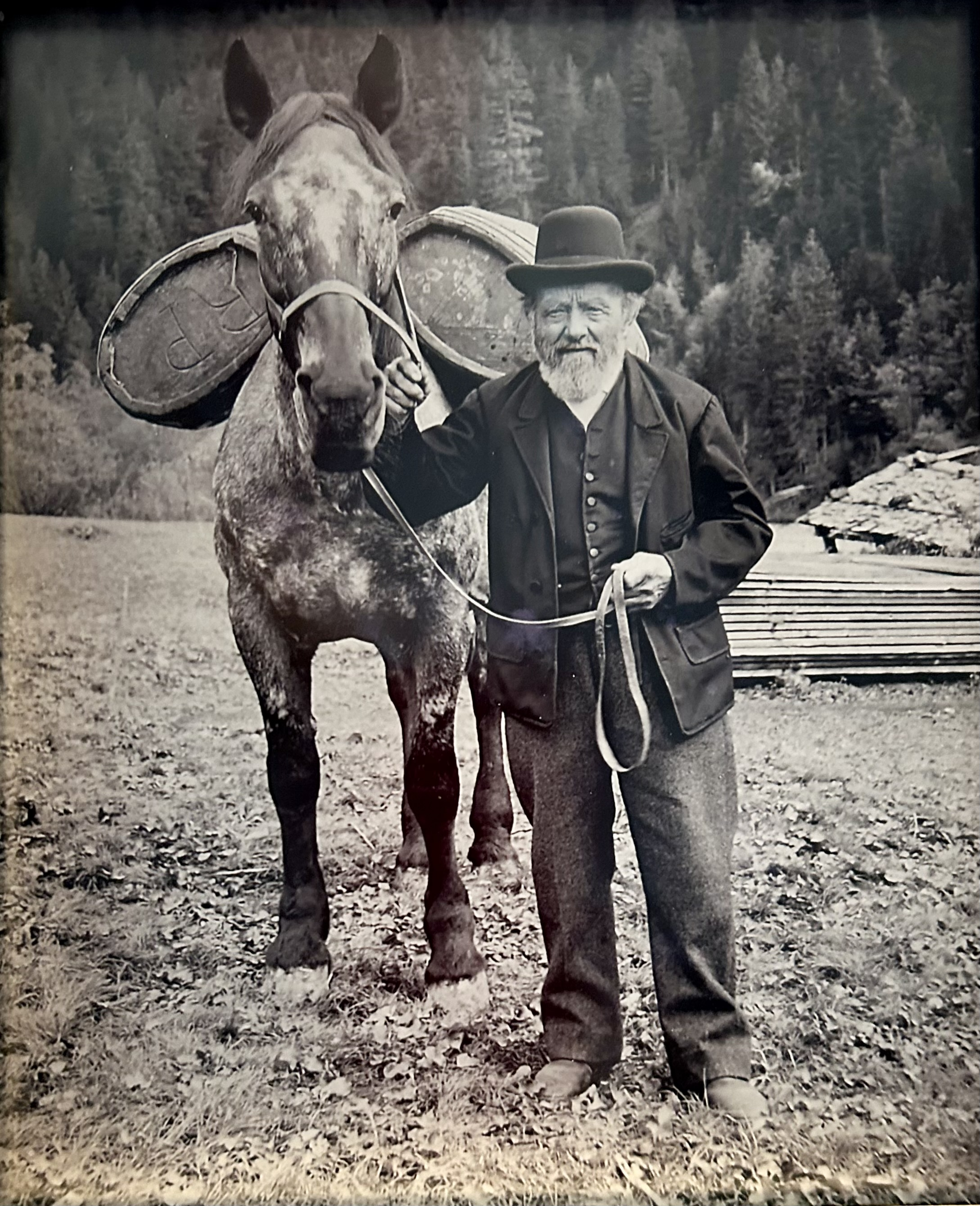
Traditioneel pakdier op bergpaden

De noriker is een middelzwaar koudbloedras afkomstig uit het Alpengebied van Oostenrijk en Beieren. Het ras werd vroeger ook wel pinzgauer genoemd. Het paardenras heeft in Zuid-Duitsland de Süddeutsche Kaltblut opgeleverd.

## Exterieur
De noriker is een middelgroot, rechthoekig trekpaard. Het heeft een compacte, goed gespierde lichaamsbouw en stevig beenwerk. De gangen zijn tredzeker. Het behang is rijkelijk. Een van de grote bijzonderheden van het ras is het rijke scala aan kleuren waarin het voorkomt. Veelvoorkomende kleuren zijn zwart, bruin en vos, maar men ziet ook regelmatig verschillende bontgevlekte vachttypen.

## Karakter
Wat betreft het karakter wordt de noriker omschreven als evenwichtig, tredzeker, wendbaar en taai. Het goedmoedige karakter en het werkwillige temperament ontstonden door eeuwenlange fokselectie op deze eigenschappen. De stap is ruim en de draf is soepel.

## Stamboekgeschiedenis
De naam 'noriker' is afgeleid van de Romeinse streekaanduiding Noricum. De noriker werd in het verleden ook pinzgauer genoemd. Het gebruik van paarden heeft in de Alpen een lange geschiedenis die teruggaat tot de tijd voor het Romeinse Rijk. Bij opgravingen zijn Keltische gebruiksvoorwerpen gevonden zoals hoofdstellen, bitten en wagens die doen concluderen dat er een levendige paardencultuur was.
In de Middeleeuwen werd de noriker gebruikt als pakdier om lasten over de Alpen te transporteren van de havens aan de Middellandse Zee naar plaatsen in het noorden van deze bergketen zoals Salzburg en München. In de vroege geschiedenis van het ras werd genetisch materiaal van barokpaarden ingekruist. Dit gebeurde vanaf 1565 met name op de aartshertogelijke stoeterij Rief in Salzburg. Tot 1806 werden andalusiër- en napolitanerhengsten gebruikt. Dit is nog te zien  aan de fraai gebogen hals, de ramsneus, het rijke behang en de volle manen en staart. Ook verschillende vachtkeuren tonen barokke invloed. Het stamboek werd in 1903 opgericht en sindsdien wordt raszuiver gefokt. De fokkerij van dit paard concentreert zich sterk in de streek rond Salzburg. Dat is dan ook de vestigingsplaats van het door de Europese Unie erkende stamboek.

## Gebruik en tradities
Het evenwichtige paard is geschikt voor vele vormen van recreatie en sport. Het wordt gebruikt als tuigpaard voor de koets in de mensport, als betrouwbaar familiepaard en als krachtig trekpaard voor boomslepen in de bosbouw. Tussen 1960 en 1980 liep het ras sterk terug in aantal, maar het bleef voortbestaan dankzij haar veelzijdigheid en geniet nu weer toenemende populariteit.
In de streek van herkomst bestaan meerdere folkloristische tradities waarin het paard een rol speelt. Zo is er in Feistritz an der Gail een jaarlijkse wedstrijd genaamd Kufenstechen, waarbij bereden jongemannen in lokale klederdracht vanaf het ongezadelde paard een ton aan duigen moeten slaan. Na de rit worden de eveneens in klederdracht gestoken jongedames ten dans gevraagd waarbij oude volksdeuntjes ten gehore gebracht worden. Het gebruik bestaat al meerdere eeuwen en lijkt terug te gaan op oude inwijdingsrituelen.
Een ander spektakel is het samen voeren van de dekhengsten die in de zomermaanden in kuddeverband op de bergweiden zullen verblijven. Deze hengsten worden onder publieke belangstelling losgelaten in een ring, zodat zij hun krachten kunnen meten en onder elkaar de (toekomstige) leider van de kudde kunnen uitmaken.

## Hengstenlijnen
Het ras is opgebouwd rondom de nakomelingen van vijf stamvaders.
- Vulkan, zwaargebouwd type met de meeste nakomelingen (meer dan vijftig procent van alle norikers)
- Nero, een iets edeler type dat goed voldoet aan het hedendaagse model
- Diamant, kleine hengstenlijn van typische trekpaarden
- Schaunitz, temperamentvoller type dat na een flauwte in de belangstelling nu weer aan populariteit wint
- Elmar, zeldzamer, ranker type met sterke barokpaardeigenschappen in kleur en lichaamsbouw, zeer gewild om zijn bijzondere kleuren

## Brandmerk
In Oostenrijk kent men twee verschillende brandmerken. Beide tonen een gestileerde edelweiss met een lettercode (voor het gebied van herkomst dan wel veulen of stermerrie). In Beieren wordt voor de Zuid-Duitse koudbloed een brandmerk gebruikt bestaande uit een gestileerde edelweiss met een 'P' in het midden. Het brandmerk werd geregistreerd in 1920.

## Afbeeldingen

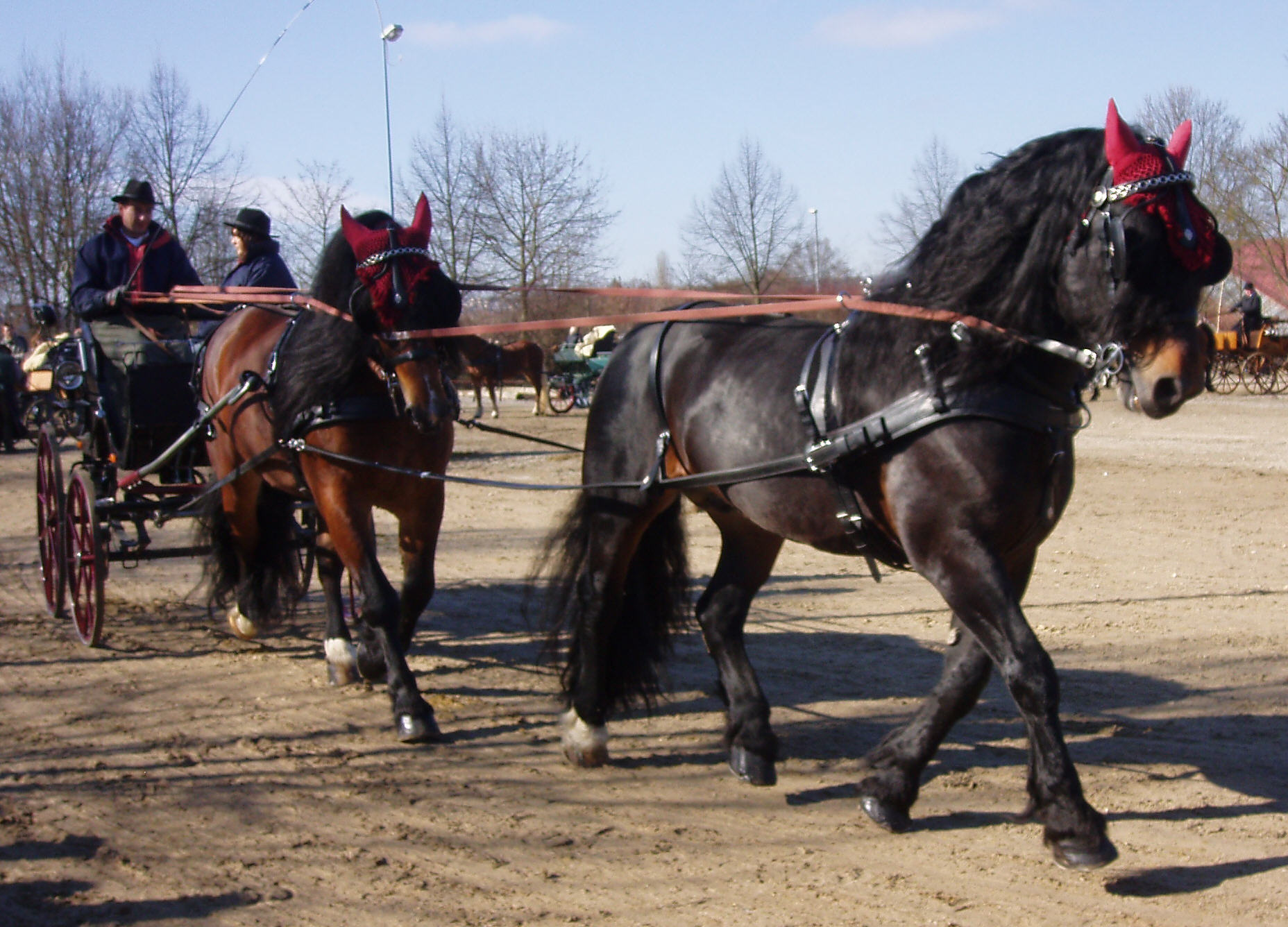
Tandemaanspanning
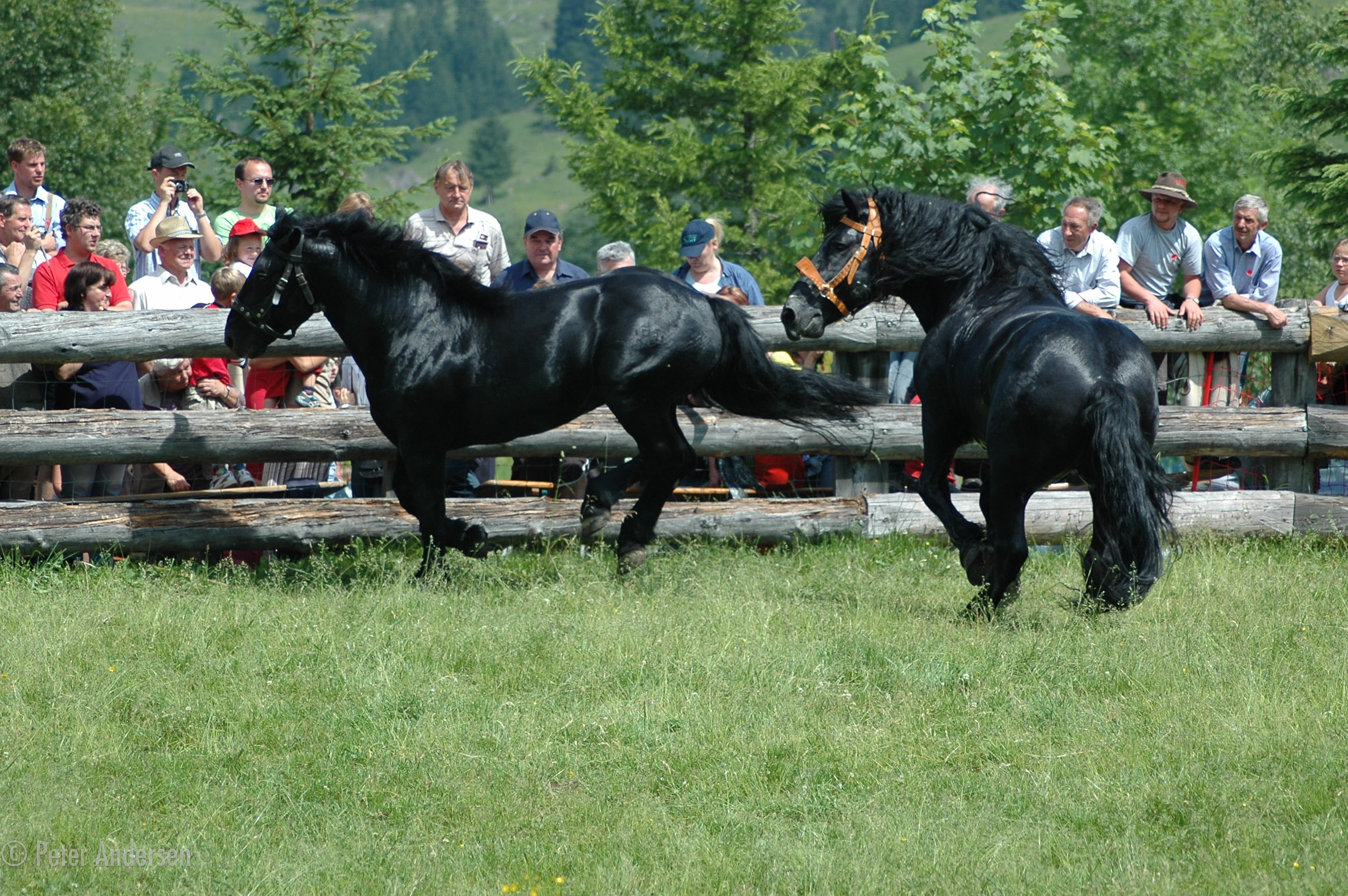
Hengstengevecht
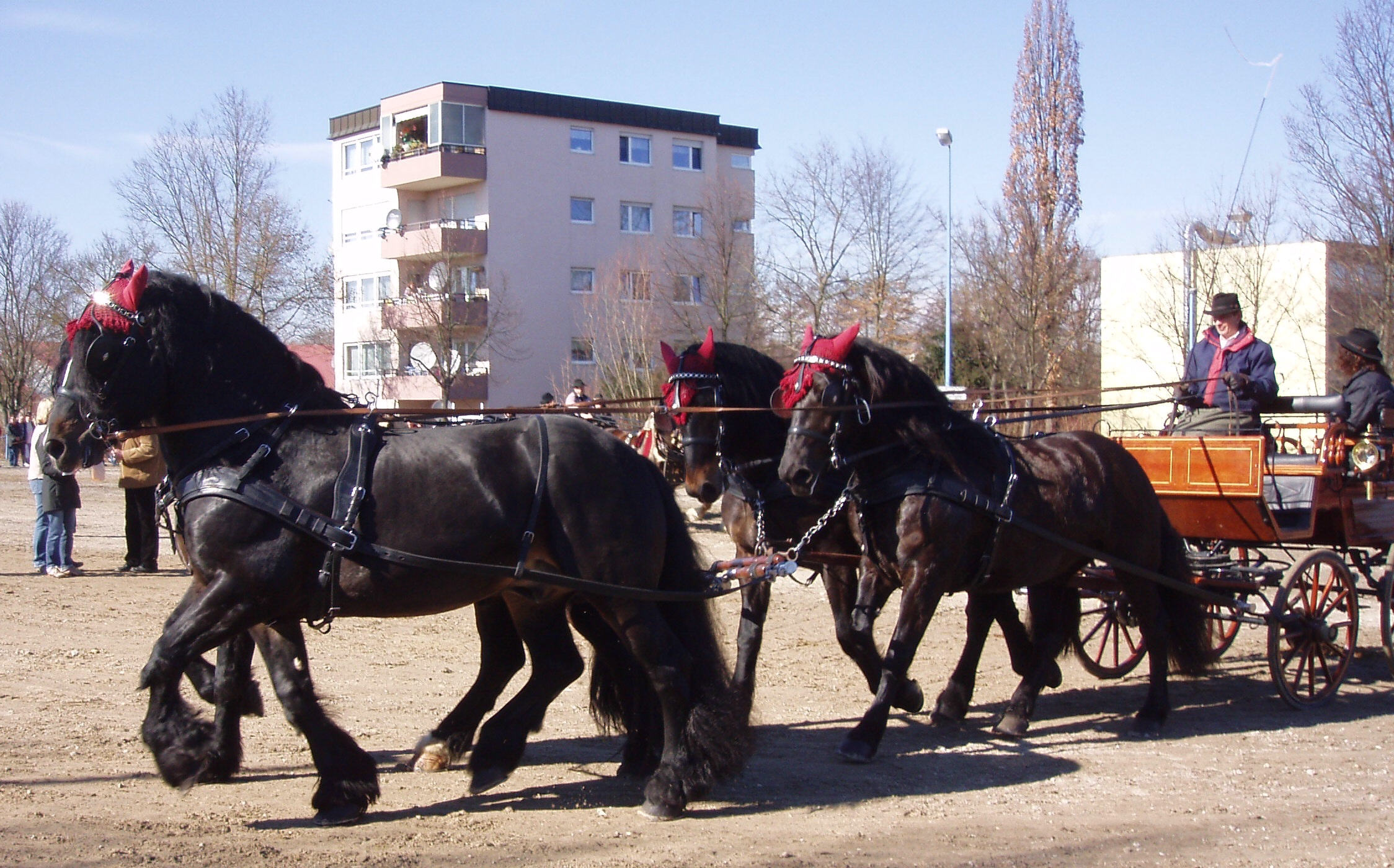
Vierspan